# 267 f.Kr.

## Händelser

### Efter plats

#### Grekland
- Kung Antigonos II Gonatas av Makedonien tvingas ta itu med ett uppror, lett av en atenskledd koalition av spartaner (ledda av kung Areios I av Sparta), atenare (ledda av Chremonides), arkadier och achaier som försöker driva ut de makedoniska trupperna ur Grekland. Upproret stöds dessutom av kung Ptolemaios II av Egypten.